# Charaxes fulgurata
Charaxes fulgurata är en fjärilsart som beskrevs av Aurivillius 1899. Charaxes fulgurata ingår i släktet Charaxes och familjen praktfjärilar. Inga underarter finns listade i Catalogue of Life.